# Целиковская, Тамара Алексеевна
Тама́ра Алексе́евна Целико́вская (17 ноября 1935, Елец, Липецкая область, РСФСР, СССР — 12 июля 2019, Киев) — советский и украинский архитектор, член Союза архитекторов Украинской ССР с 1969 года, заслуженный архитектор Украины (1995).

## Биография
Родилась 17 ноября 1935 года в городе Елец Липецкой области, Россия. В 1959 году окончила Киевский инженерно-строительный институт.
В 1959—1963 годах работала в Научно-исследовательском институте строительных конструкций Академии строительства и архитектуры УССР (НИИСК АСиА УССР).
С 1963 года — архитектор проектного института «Киевметропроект» — Киевского филиала проектно-изыскательского института «Метрогипротранса». В 1994 году институт «Киевметропроект» переименован в ГП «ПИ Укрметротоннельпроект», в котором работала до 2014 года на должностях начальника архитектурно-планировочной мастерской и главного архитектора проекта. С 2015 года — на пенсии.

## Научная и общественная деятельность
В 1960 году как младший научный сотрудник НИИСК АСиА УССР участвовала в разработке «Инструкции по применению стеновых конструкций из эффективной керамики» (РСН 71-61), утвержденной Государственным комитетом Совета Министров СССР по делам строительства 11 декабря 1961 года.
Соавтор книги «Киевский метрополитен» (1976 год, второе издание 1980 год, в соавторстве с Ф. М. Зарембой и М. В. Марченко). Член Союза архитекторов СССР (с 1969 года) и Национального союза архитекторов Украины (с 1991 года).
В 1980—1987 годах в составе группы специалистов института «Киевметропроект» консультировала болгарских архитекторов по проектированию метрополитена в г. Софии.
В 1985—1990 годах — секретарь Киевского отделения Союза архитекторов СССР.
Скончалась 12 июля 2019 года, похоронена на Байковом кладбище Киева.

## Творчество
Архитектор — автор проектов (в составе творческих коллективов):
- Одесский морской вокзал, комплекс сооружений по обслуживанию пассажиров (1968; совместно с архитекторами И. Л. Масленковым, В. С. Богдановским)
- шахтные лифтоподъёмники в Крыму в санаториях «Украина», «Парус» (1966—1969), «Нижняя Ореанда» (1995—2000); проекты — в санаториях «Кострополь», «Сосновая роща», «Имени Куйбышева» (1968);
- эскалаторный подъемник от морского вокзала до Приморского бульвара около Потёмкинской лестницы в Одессе (1971; совместно с архитекторами И. Л. Масленковым, В. С. Богдановским)
- автотранспортный тоннель в Крыму на трассе Севастополь — Ялта, гора Дракон (Ай-Юри) (1972)
- автотранспортный тоннель в Днепропетровске (1968—1970).   - Тоннель на трассе Севастополь — Ялта, гора Дракон
  - Шахтный лифт на схеме санатория "Нижняя Ореанда"
  - Одесский морской вокзал на марке Украины

Архитектор — автор проектов станций Киевского метрополитена (в составе авторских коллективов):
- «Комсомольская» (1968; совместно с архитекторами И. Л. Масленковым, В. С. Богдановским);
- «Октябрьская» (1971; совместно с архитекторами Б. И. Приймаком, И. Л. Масленковым, В. С. Богдановским, скульптором Б. М. Карловским);
- «Нивки» (1971; совместно с архитекторами Б. И. Приймаком, И. Л. Масленковым, В. С. Богдановским, художниками-керамистами Н. И. Фёдоровой, А. Г. Шарай, Г. С. Севрук);
- «Почтовая площадь» (1976; совместно с архитекторами В. C. Богдановским, И. Л. Масленковым с участием А. С. Крушинского, художниками И. Г. Левитской, Ю. В. Кисличенко; 2013, капитальный ремонт);
- «Левобережная» (1976, реконструкция; совместно с архитекторами И. Л. Масленковым, Н. Л. Чуприно́й; 2015, капитальный ремонт);
- «Пионерская» (1979; совместно с архитекторами И. Л. Масленковым, А. С. Крушинским, Н. Л. Чуприно́й с участием А. М. Працюка Ф. М. Зарембы, Л. И. Лепёхиной, художниками И. Г. Левитской, Ю. В. Кисличенко, Г. Г. Шарай);
- «Тараса Шевченко» (1980; совместно с архитекторами И. Л. Масленковым, А. С. Крушинским, А. М. Працюком, художником А. П. Миловзоровым);
- «Петровка» (1980; совместно с архитекторами И. Л. Масленковым, А. С. Крушинским, А. М. Працюком, художниками Л. М. Семыкиной, С. М. Бароянцем);
- «Проспект Корнейчука» (1980; совместно с архитекторами А. С. Крушинским, А. М. Працюком, художником П. А. Ганжой);
- «Республиканский стадион» (1981; совместно с архитектором А. С. Крушинским, художником А. П. Миловзоровым);
- «Площадь Льва Толстого» (1981, подземный вестибюль; совместно с архитектором А. С. Крушинским);
- «Минская» (1982, подземный вестибюль (кассовый зал); совместно с архитектором А. С. Крушинским)
- «Красноармейская» (1984; совместно с архитекторами А. С. Крушинским, Н. М. Алёшкиным, художниками С. А. Кириченко, Р. С. Кириченко);
- «Дзержинская» (1984; совместно с архитекторами В. И. Ежовым, А. C. Крушинским с участием А. М. Панченко, художниками Э. И. Котковым, Н. Г. Бартосиком). С 1994 года станция имеет статус «вновь выявленный объект культурного наследия», памятник архитектуры и градостроительства, монументально-декоративного искусства[3][4];
- Реконструкция станции «Гидропарк» (1987; совместно с архитекторами К. Н. Качаловым, О. В. Черевко, художником Э. И. Котковым);
- «Ленинская» (1987; совместно с архитекторами Н. М. Алёшкиным, А. С. Крушинским, скульптором А. В. Кущём);
- «Выдубичи» (1991; совместно с художниками В. А. Бородаем, В. П. Бабаком);
- «Позняки» (1994; совместно с архитекторами В. Л. Гневышевым, А. М. Панченко с участием И. Г. Веремовской);
- «Харьковская» (1994; совместно с архитектором В. Л. Гневышевым);
- «Лукьяновская» (1996; совместно с архитекторами Н. М. Алёшкиным, В. Л. Гневышевым);
- «Львовская брама» (1996—2010; совместно с архитекторами Н. М. Алёшкиным, В. Л. Гневышевым)[5];
- «Печерская» (1997, кассовый и промежуточный вестибюли; совместно с архитекторами Н. М. Алёшкиным, В. Л. Гневышевым);
- «Дорогожичи» (2000; совместно с архитекторами В. Л. Гневышевым, Н. М. Алёшкиным)
- «Житомирская» (2003; совместно с архитекторами Н. М. Алёшкиным, В. Л. Гневышевым с участием А. М. Панченко);
- «Академгородок» (2003; совместно с архитекторами В. Л. Гневышевым, Н. М. Алёшкиным, А. С. Крушинским);
- «Сырец» (2004; совместно с архитекторами В. Л. Гневышевым, А. В. Нашивочниковым с участием Е. В. Бадяевой, Ю. А. Кравченко)
- «Бориспольская» (2005; совместно с архитекторами В. Л. Гневышевым, А. П. Юхновским с участием А. В. Нашивочникова);
- «Вырлица» (2006; совместно с архитекторами В. Л. Гневышевым, А. В. Нашивочниковым, А. П. Юхновским);
- «Красный хутор» (2008; совместно с архитекторами В. Л. Гневышевым, Ю. А. Кравченко с участием Е. В. Бадяевой, А. П. Юхновского);
- «Демиевская» (2010; совместно с архитекторами В. Л. Гневышевым, А. В. Нашивочниковым, Е. М. Плащенко с участием А. М. Панченко);
- «Голосеевская» (2010; совместно с архитекторами В. Л. Гневышевым, А. П. Юхновским, А. В. Нашивочниковым, Е. М. Плащенко);
- «Васильковская» (2010; совместно с архитекторами В. Л. Гневышевым, Е. М. Плащенко, А. В. Нашивочниковым, Ю. А. Кравченко);
- «Выставочный центр» (2011; совместно с архитекторами В. Л. Гневышевым, А. В. Нашивочниковым, А. П. Юхновским, Е. М. Плащенко с участием Ю. А. Кравченко, А. М. Панченко);
- «Ипподром» (2012; совместно с архитекторами В. Л. Гневышевым, Е. М. Плащенко, А. П. Юхновским с участием А. М. Карасюк, А. М. Панченко);
- «Теремки» (2013; совместно с архитекторами В. Л. Гневышевым, А. В. Нашивочниковым, Е. М. Плащенко с участием А. М. Панченко).

Архитектор — автор проектов станций Сырецко-Печерской линии Киевского метрополитена (в составе авторских коллективов): «Герцена», «Теличка» (1990-е — 2010-е годы; совместно с архитекторами Н. М. Алёшкиным, В. Л. Гневышевым).
Архитектор — автор проектов станций Подольско-Вигуровской линии Киевского метрополитена (в составе авторских коллективов): «Глубочицкая», «Подольская», «Судостроительная», «Труханов остров», «Залив Десёнка», «Радужная» (2000-е — 2010-е годы; совместно с архитекторами В. Л. Гневышевым, Е. М. Плащенко, А. В. Нашивочниковым, А. П. Юхновским, А. М. Панченко, Ф. М. Зарембой).
- «Черниговская» (Комсомольская)
- «Берестейская» (Октябрьская)
- «Нивки»
- «Почтовая площадь»
- «Лесная» (Пионерская)
- «Тараса Шевченко»
- «Почайна» (Петровка)
- «Оболонь»
- «Олимпийская» (Республиканский стадион)
- «Площадь Льва Толстого» (вестибюль)
- «Минская» (вестибюль)
- «Дворец „Украина“» (Красноармейская)
- «Лыбидская» (Дзержинская)
- «Театральная» (Ленинская)
- «Выдубичи»
- «Позняки»
- «Харьковская»
- «Лукьяновская» (вестибюль)
- «Печерская» (промежуточный вестибюль)
- «Дорогожичи»
- «Житомирская»
- «Академгородок»
- «Сырец»
- «Бориспольская»
- «Вырлица»
- «Красный хутор»
- «Демиевская»
- «Голосеевская»
- «Васильковская»
- «Выставочный центр»
- «Ипподром»
- «Теремки»

## Публикации
- Инструкция по применению стеновых конструкций из эффективной керамики (РСН 71-61) / сост. И. А. Рохлин, М. И. Каракурчи, И. Н. Майборода, при участии Т. А. Целиковской. — Киев : [б. и.], 1962.
- Заремба Ф. М., Целиковская Т. А. Киевский метрополитен. — Киев : Будівельник, 1976. — 96 с., ил. (рус.) (укр.) (англ.)
- Заремба Ф. М., Целиковская Т. А., Марченко М. В. Киевский метрополитен. — Изд. 2-е. — Киев : Будівельник, 1980. — 168 с., ил. (рус.) (укр.)